# Albert Malo i Navío
Albert Malo i Navío (Sant Boi de Llobregat, Baix Llobregat, 1964) és un exjugador de rugbi català, considerat un dels millors jugadors de rugbi de l'Estat espanyol.

## Palmarès
Clubs
- 5 Lligues espanyoles de rugbi: 1983-84, 1986-87, 1988-89, 1995-96 i 1996-97
- 2 Campionats d'Espanya de rugbi masculí: 1988-89 i 1999-00
- 2 Copes Ibèriques de rugbi: 1987-88 i 1989-90